# Vennaskond
Vennaskond («Братство») — эстонская панк-рок-группа.

## История
Группу создали в 1984 году вокалист Тыну Трубецки (Tõnu Trubetsky, также известный как Tony Blackplait) и гитарист Теэт Тибар (Teet Tibar).
1-й концерт состоялся 23 октября 1984 года в Таллинской 49-й средней школе. В начале 1986-го года в результате преследований со стороны КГБ, несколько участников группы были направлены в ряды советской армии и группа вынуждена была временно прекратить существование. К этому времени было дано уже порядка 10 концертов. Лидер группы Тыну Трубецки временно объединился с лидером панк-рок-группы J.M.K.E Виллу Тамме (Villu Tamme), образовав новую группу Vürst Trubetsky & J.M.K.E («Князь Трубецкой & J.M.K.E»), которая в свою очередь успела дать несколько концертов и выпустить 2 альбома.
Весной 1986-го года из армии вернулся бас-гитарист Vennaskond Anti Pathique, а 7 апреля 1987 года Vennaskond полностью возродился в новом составе.
С 20-го по 26 февраля 1989 года вместе с ансамблем Jim Arrow & The Anachrones Vennaskond посетили Финляндию, где было дано 5 концертов.
В 1991 году группа на некоторое время переехала в Финляндию, а в Эстонии летом того же года вышел их первый альбом — кассета «Ltn. Schmidt’i pojad» («Дети лейтенанта Шмидта») и осенью в Финляндии сингл «Girl In Black/Riga My Love».
2 сентября 1992 года вышел второй полный альбом Vennaskond «Rockipiraadid». Альбом был записан в Хельсинки и Копенгагене и отражает время, проведённое группой за границей.
В начале 1993 года группа вернулась в Эстонию и уже весной был записан
третий альбом — «Usk. Lootus. Armastus» («Вера. Надежда. Любовь»). Впервые вместе с кассетой был издан CD. Настоящими хитами альбома стали такие песни, как «Insener Garini hüperboloid» («Гиперболоид инженера Гарина») и «Lili Marleen». 15 октября в таллинском кинотеатре «Sõprus» состоялся 100-й концерт группы, а поздней осенью того же года был выпущен ещё один альбом «Vaenlane ei maga» («Враг не дремлет»), для записи которого была приглашена скрипачка Camille Camille.
12 октября 1996 года Vennaskond получил гран-при как «Лучшая группа восточной Европы» на концерте «Rock-Pop a l’Est», организованном французской радиостанцией Radio France Internationale в столице Румынии Бухаресте. 14 ноября в автокатастрофе погиб аккордеонист Vennaskond Üllari Ollik.
Большим событием для группы стало выступление 29 июля 1997 года на легендарном финском фестивале «Ruisrock», где они выступали среди хэд-лайнеров фестиваля Nick Cave and the Bad Seeds, Pet Shop Boys и David Bowie.
С 3-го по 7 апреля 1999 года Vennaskond отправился в турне в Нью-Йорк, концерты проходили в таких рок-клубах, как Continental (вместе с группами Heal и The Derogatories), Arlene Grocery и легендарном CBGB. А уже 9 апреля группа даёт свой первый концерт в Стокгольме.
С 24-го по 27 июля 2004 Vennaskond побывал в парижском турне, «Tournèe du Chat Noir», также состоялся концерт в клубе «À La Goguette». В октябре того же года группа отпраздновала своё 20-летие.
С 15-го по 29 июля 2005-го года группой Vennaskond в Эстонии в ходе тура «Linnusetuur 2005» было дано 19 концертов, проходивших в старинных крепостях и городищах разных городов Эстонии.
Альбомы группы среди самых хорошо продаваемых в Эстонии. Группа регулярно даёт концерты в соседних Финляндии и Латвии, где заработала себе отличную репутацию.

## Состав группы
- Tony Blackplait — вокал
- Al Vainola — гитара
- Roy Strider — гитара
- Ed Edinburgh — бас-гитара
- Hedwig Allika — скрипка
- Anneli Kadakas — ударные

## Дискография
1. Ltn. Schmidt'i pojad (1991, MC, Vennaskond)
2. Riga My Love/Girl in Black (1991, vinüülsingel, Vennaskond)
3. Rockpiraadid (1992, MC, Theka)
4. Usk. Lootus. Armastus (1993, MC, CD, EHL Trading/Vennaskond)
5. Vaenlane ei maga (1993, MC, Vennaskond)
6. Võluri tagasitulek (1994, MC, Vennaskond)
7. Inglid ja kangelased (1995, MC, CD, Vennaskond)
8. Mina ja George (1996, MC, CD, Vennaskond/Harley Davidson)
9. Reis Kuule (1997, MC, CD, Vennaskond)
10. Insener Garini hüperboloid (1999, MC, kogumik, Vennaskond)
11. Priima (1999, 2MC, 2 CD, kogumik, HyperElwood)
12. Warszawianka (1999, MC, CD, HyperElwood)
13. Pirita Live (1999, CD, Fucking Cunt Records)
14. Ma armastan Ameerikat (2001, MC, CD, DayDream *Productions/Kaljukotkas)
15. News from Nowhere (2001, MC, CD, Kaljukotkas/DayDream)
16. Subway (альбом) (2003, CD, Vennaskond)
17. Rīgas Kaos (2005, LP, Līgo)
18. Anarhia agentuur  (2011)

## Фильмография
1. «Vennaskond. Millennium» (režissöör Tõnu Trubetsky, 1998, VHS, 90 min., Faama Film/Eesti Tõsielufilm/Trubetsky Pictures)
2. «Vennaskond.Ma armastan Ameerikat» (režissöör Tõnu Trubetsky, 2001, VHS, 140 min., DayDream Productions/Kaljukotkas/Trubetsky Pictures)
3. «Vennaskond.Sügis Ida-Euroopas» (režissöör Tõnu Trubetsky, 2004, 2DVD, 185 min., Vennaskond/DayDream/Trubetsky Pictures
4. «Vennaskond. New York» (režissöör Tõnu Trubetsky, 2006, DVD, 140 min., Trubetsky Pictures).

## Книги
1. «Pogo» (Tõnu Trubetsky,1988, Eesti Raamat)
2. «Inglid ja kangelased» (Tõnu Trubetsky & Anti Pathique, 1992, Vennaskond)
3. «Anarhia» (1994, Tiritamm)
4. «Daam sinises» (Tõnu Trubetsky & Anti Pathique, 1994, Vennaskond)
5. «Mina ja George» (sarjas «Seiklusjutte maalt ja merelt», 1996, Vennaskond)
6. «Trubetsky» (Tõnu Trubetsky, 2000, Olion)
7. «Inglid ja kangelased» (Tõnu Trubetsky, Anti Pathique, Juhan Habicht, 2002, Kirjastuskeskus)
8. «Anarhistid» (Tõnu Trubetsky, 2003, Kirjastuskeskus)